# Mick Wadsworth
Michael „Mick” Wadsworth (ur. 3 listopada 1950 w Barnsley) – piłkarz angielski grający na pozycji napastnika, a następnie trener.

## Kariera piłkarska
W sezonie 1976/1977 Wadsworth był zawodnikiem Scunthorpe United, a oprócz tego grał też w amatorskich Gainsborough Trinity, Mossley i Frickley Athletic.

## Kariera trenerska
Po zakończeniu kariery Wadsworth został menedżerem. Prowadził takie zespoły jak: Matlock Town, Carlisle United, Scarborough, Colchester United, Oldham Athletic, Huddersfield Town, portugalski SC Beira-Mar, szkocka Gretna F.C. i Chester City. W latach 2003–2004 był selekcjonerem reprezentacji Demokratycznej Republiki Konga, którą poprowadził w Pucharze Narodów Afryki 2004.